# Іларіон (Негребецький)
Іларіон III (1692 —8 січня 1740) — український церковний діяч часів Гетьманщини.

## Життєпис
Походив з українського шляхетського роду Негребецьких гербу Сас. Народився 1692 року у Перемишлі. Початкову освіту здобув західного зразка.
Навчався у Києво-Могилянській академії, після закінчення якої у 1720 році став ченцем Києво-Печерської лаври. 1721 року був присвячений на ієродиякона. 1722 року стає ієромонахом. У 1722—1734 роках очолював лаврську типографію.
У 1722 стає викладачем в Києво-Могилянській академі, де читав в 1722—1724 роках курс риторики, а у 1733—1735 роках — богослів'я. Стає членом Духовного собору Києво-Печерської лаври. У 1729—1732 роках був ігуменом Новопечерського Омбишського монастиря.
1735 року було призначено ігуменом Зміївського Миколаївського козачого монастиря. 1736 року після смерті архімандрита Києво-Печерської лаври Романа 13 грудня обирається новим настоятелем. 2 січня 1737 року отримав на це імператорський указ. Висвячено на архімандрита 8 травня в Петропавловському соборі Санкт-Петербурга єпископом Нижньогородським Питиримом (Потьомкіним).
Приділяв значну увагу благоустрою монастиря, облаштуванню друкарні, залучав до служби в Лаврі випускників київської академії. 1737 року надав допомогу єпископу Переяславському Арсенію Берло щодо організації Переяславського колегіуму, надавши для цього 4 хати, що стояли поблизу Переяслава. Того ж року відмовив Дар'ї Тяпкіній стати черницею лаври, незважаючи на значні знання. Це протирічило статуту. Загалом за час настоятельства Іларіона III постриг в лаврі прийняло 7 осіб.
В 1738 році студенти Києво-Могилянської академії присвятили архімандриту академічні тези. Помер 1740 року, заповівши власне майно на допомогу нужденним, монастирям, церквам і богадільням. Новим настоятелем став Тимофій II.